# Circovirus porcino
Circovirus porcino (PCV) es un virus ADN de cadena sencilla (clase II), sin cubierta, con un genoma circular no segmentado. La cápside viral tiene simetría icosaédrica y mide aproximadamente 17 nm de diámetro. PCV es un miembro de la familia Circoviridae que infectan animales.
PCV son los virus más pequeños que se replican de manera autónoma en las células eucariotas. Se replican en el núcleo de las células infectadas, usando las polimerasas del huésped para la amplificación del genoma.

## Cepas
Hay 2 cepas: el tipo 1 y tipo 2.
PCV-1 (identificado por primera vez en 1974) infecta fácilmente, pero no se sabe que causan enfermedades en los cerdos, y el tipo 2 ha causado problemas en los últimos años con la creciente incidencia de síndrome multisistémico posdestete (postweaning multisystemic wasting syndrome), que con el tiempo da resultados significativos tales como: el agotamiento de los linfocitos. El examen post mortem de los animales enfermos revela agrandamiento de los ganglios linfáticos y el tejido pulmonar anormal.
Una vacuna eficaz está disponible; Fort Dodge Animal Health (Wyeth) lanzó la primera vacuna aprobada por el USDA en 2006, que contiene un virus inactivado (código ATCvet: QI09AA07).
Actualmente están disponibles otras vacunas para su uso en cerdos sanos. 

## Genoma
Genoma PCV es una de los más simples de todos los virus, requiriendo solamente una proteína de la cápside (ORF2) y dos proteínas replicasa (ORF1) con el fin de replicar y producir un virus funcional. Debido a la simplicidad del PCV, debe apoyarse en gran medida de la maquinaria celular del huésped para replicarse. El origen de replicación se encuentra en una pequeña octanucleotide tallo-bucle que está envuelto por repeticiones palindrómicas, con el que se encuentra de cabeza a cabeza en ambos lados de la ORF de los Ori.  
Las dos enzimas replicasas que se crean a partir de ORF1, rep y 'rep, están conservadas entre los dos tipos de PCV, y son parte de la fase temprana del virus. Las replicasas difieren en que rep es el pleno ORF1 transcripción de 312 aminoácidos, mientras que ‘rep es una forma truncada de ORF1, como resultado del empalme y son sólo 168 aminoácidos de longitud. 
El promotor de la repetición (de preparación) contiene un elemento de respuesta de interferón-estimulada (NTR) que sugiere rep y 'rep están regulados por la participación de citoquinas, y es probablemente un medio para que el virus pueda superar la respuesta inmune del huésped a la infección. 
Cuando el dímero se une a esta región, divide las replicasas en la región del bucle del vástago-bucle y permanecen unidos covalentemente a los H1 y H2 regiones del ADN, que se convierten en el extremo 5 'del ADN. 
La terminación de la secuencia de replicación no ha sido identificada, sin embargo, aunque existe evidencia de que el representante también reprime su propio promotor de preparación, en "Melting Pot" la formación de cuatrillizos.
La región ORF2, difiere ligeramente entre PCV-1 y PCV-2. Esta variación dentro de PCV puede explicar por qué PCV-1 no es patógeno, mientras que el PCV-2 es patógeno. El promotor de esta proteína se encuentra dentro de ORF1, dentro del sitio donde Rep' está truncado, y es de empalme del exón mismo, hasta el punto de partida de la región codificante ORF2  y se expresa durante ambas fases precoces y tardíos. Esta es la región inmunogénica del virus y es el área principal de la investigación en la creación de una vacuna para el tratamiento de PMWS.

## Entrada
PCV infecta una amplia variedad de tipos de células, incluyendo hepatocitos, cardiomiocitos y macrófagos. Sin embargo, hasta hace poco, se desconocía exactamente cómo el apego y la entrada en estas células se ha logrado. 
La investigación ha demostrado que el PCV utiliza la endocitosis para entrar en la célula. A partir de allí la endocitosis, forma la endosoma  y lisosoma que provoca un pH ácido, lo que permite ATP ser impulsada  del virus y permite que se escapen las endosomas y lisosomas.

## Escape
Además ORF1 y ORF2, existe también una ORF3 que no se requiere necesariamente para PCV para sobrevivir en el huésped. La investigación ha demostrado que la proteína codificada en ORF3 puede modular un ciclo de la célula huésped de división celular y  mediada por células, virus de la apoptosis inducida. Utilizando un sistema de cribado levadura de dos híbridos de ORF3 contra la biblioteca de cDNA porcino, indica que la proteína ORF3 interactúa con el pPirh2 porcino, que es una ligasa E3. Este ligasa ubquitin E3 normalmente interactúa con p53 durante el ciclo de división celular y evita que detener el ciclo de división celular en la fase S-. 

## ADN de PCV como contaminante en vacunas.
El 22 de marzo de 2010 las autoridades de la Food and Drug Administration (FDA), recomendaron a los médicos en USA, suspender el uso de Rotarix, una de las dos vacunas autorizadas en los Estados Unidos contra el rotavirus, debido a los hallazgos de contaminación con ADN viral. Un equipo independiente de investigación académica en San Francisco identificó el ADN del circovirus porcino de en dos lotes de Rotarix, y la labor de seguimiento por Glaxo SmithKline confirmó la contaminación en las células de trabajo y el virus en la  "semilla" que se utiliza para la producción de Rotarix, además de confirmar que el material era probablemente presente desde las primeras etapas de producto desarrollo, incluidos los ensayos clínicos para la aprobación de la FDA.